# Eliminação da disjunção
Para o teorema da logica proposicional que expressa a eliminação da disjunção, veja Análise de casos.
Na lógica proposicional, eliminação da disjunção (as vezes chamado prova por casos ou análise de casos), é a forma de argumento válido  e regra de inferência que permite a eliminação de um argumento disjunctivo de uma prova lógica. É a  inferência que a afirmação {\displaystyle P} implica a afirmação {\displaystyle Q} e a afirmação {\displaystyle R} também implica {\displaystyle Q}, assim se {\displaystyle P} ou {\displaystyle R} são verdadeiras, então {\displaystyle Q} tem que ser verdadeiro. A razão é simples: desde que pelo menos uma das afirmações P e R sejam verdadeiras, e desde que pelo menos uma delas seja suficiente para confirmar Q, então Q certamente será correto.
Se estou dentro, eu tenho minha carteira comigo.
Se estou fora, tenho minha carteira comigo.
É verdade que eu estou dentro ou fora.
Portanto, eu tenho minha carteira comigo.
Isto é, a regra pode ser definida como:
{\displaystyle {\frac {P\to Q,R\to Q,P\lor R}{\therefore Q}}}
Onde a regra é que toda vez que instâncias de "{\displaystyle P\to Q}", e "{\displaystyle R\to Q}" e "{\displaystyle P\lor R}" aparecem em uma linha da prova, "{\displaystyle Q}" pode ser colocado na linha subsequente.

## Notação formal
A regra da Eliminação da disjunção pode ser escrita na notação de sequentes:
{\displaystyle (P\to Q),(R\to Q),(P\lor R)\vdash Q}
Onde {\displaystyle \vdash } é o símbolo metalógico significando que {\displaystyle Q} é uma consequência sintática de {\displaystyle P\to Q}, e {\displaystyle R\to Q} e {\displaystyle P\lor R} em algum sistema lógico.;
e expressado como uma tautologia funcional verdadeira ou teorema da lógica proposicional:
{\displaystyle (((P\to Q)\land (R\to Q))\land (P\lor R))\to Q}
Onde {\displaystyle P}, {\displaystyle Q}, e {\displaystyle R} são proposições expressas em algum Sistema formal.

## Referencias
1. ↑  http://www.wordiq.com/definition/Disjunction_elimination
2. ↑  «Cópia arquivada». Consultado em 25 de setembro de 2013. Arquivado do original em 5 de julho de 2010
3. ↑  http://www.cs.gsu.edu/~cscskp/Automata/proofs/node6.html